# Doruchów (gmina)
Doruchów [dɔˈruxuf] est une commune rurale de la Voïvodie de Grande-Pologne et du powiat d'Ostrzeszów. Elle s'étend sur 99,3 km2 et comptait 5 234 habitants en 2010.
Elle se situe à environ 7 kilomètres à l'est d'Ostrzeszów et à 136 kilomètres au sud-est de Poznań, la capitale régionale.

## Géographie
| - Plan de la gmina. - Situation de la gmina dans le powiat. |